# 尖脉木姜子
尖脉木姜子（学名：Litsea acutivena）为樟科木姜子属下的一个种。

## 扩展阅读
- 維基物種上的相關：尖脉木姜子